# Ilona Mokronowska
Ilona Mokronowska (ur. 11 czerwca 1972 w Poznaniu) – polska wioślarka, wicemistrzyni świata i dwukrotna wicemistrzyni Europy w dwójce podwójnej wagi lekkiej. Reprezentowała barwy Posnanii.

## Życiorys
Absolwentka Technikum Odzieżowego w Poznaniu (1993) i Europejskiej Akademii Hotelarstwa i Gastronomii (1995).

## Osiągnięcia
- Mistrzostwa Świata – Račice 1993 – dwójka podwójna wagi lekkiej – 10. miejsce[2].
- Mistrzostwa Świata – Aiguebelette-le-Lac 1997 – dwójka podwójna wagi lekkiej – 12. miejsce[2].
- Mistrzostwa Świata – Kolonia 1998 – dwójka podwójna wagi lekkiej – 4. miejsce[2].
- Mistrzostwa Świata – St. Catharines 1999 – dwójka podwójna wagi lekkiej – 9. miejsce[2].
- Igrzyska Olimpijskie – Sydney 2000 – dwójka podwójna wagi lekkiej – 8. miejsce[2].
- Mistrzostwa Świata – Lucerna 2001 – dwójka podwójna wagi lekkiej – 2. miejsce (z Katarzyną Demianiuk)[2].
- Mistrzostwa Świata – Sewilla 2002 – dwójka podwójna wagi lekkiej – 4. miejsce(z Katarzyną Demianiuk)[2].
- Mistrzostwa Świata – Mediolan 2003 – dwójka podwójna wagi lekkiej – nie ukończyły biegu repasażowego (z Katarzyną Demianiuk)[2].
- Igrzyska Olimpijskie – Ateny 2004 – dwójka podwójna wagi lekkiej – 6. miejsce[2].
- Mistrzostwa Świata – Gifu 2005 – dwójka podwójna wagi lekkiej – 4. miejsce[2].
- Mistrzostwa Świata – Eton 2006 – dwójka podwójna wagi lekkiej – 8. miejsce[2].
- Mistrzostwa Świata – Monachium 2007 – dwójka podwójna wagi lekkiej – 10. miejsce[2].
- Mistrzostwa Świata – Linz 2008 – czwórka podwójna wagi lekkiej – 2. miejsce (z Magdaleną Kemnitz, Weroniką Deresz i Moniką Myszk).
- Mistrzostwa Europy – Poznań 2007 – dwójka podwójna wagi lekkiej – 2. miejsce[2].
- Mistrzostwa Europy – Ateny 2008 – dwójka podwójna wagi lekkiej – 2. miejsce[2].
- Mistrzostwa Świata – Poznań 2009 – czwórka podwójna wagi lekkiej – 5. miejsce[2].